# Beal (Yorkshire du Nord)
Pour les articles homonymes, voir Beal.
Beal est un village et une paroisse civile du Yorkshire du Nord, en Angleterre.